# Germain Delavigne

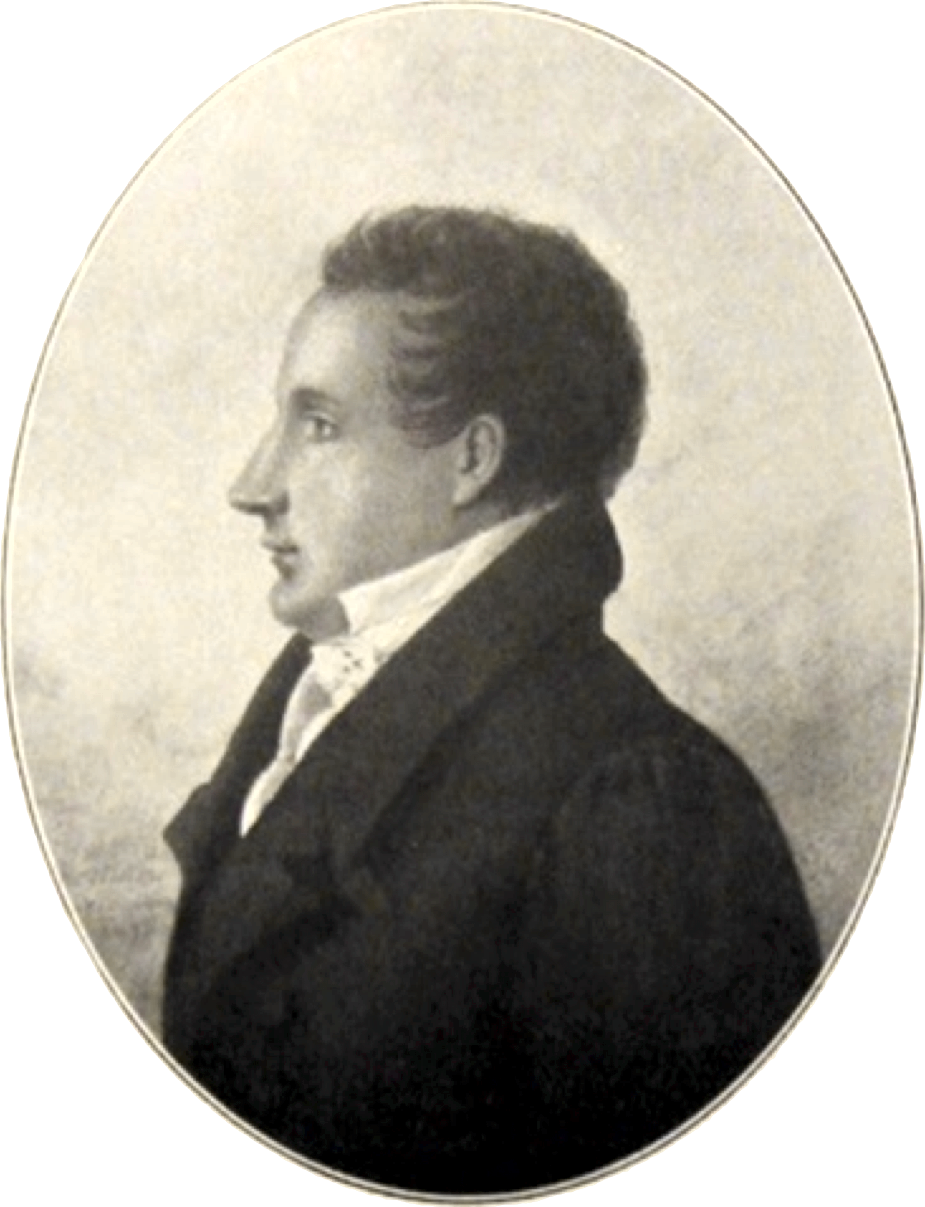
Germain_Delavigne, porträtterad av Hortense de Beauharnais.

Germain Delavigne, född den 1 februari 1790 i Giverny, död den 3 november 1868 i Paris, var en fransk vådevill- och librettförfattare. Han var far till Arthur Delavigne
Delavigne skrev, tillsammans med sin bror Casimir Delavigne, texten till Halévys opera Karl VI och, tillsammans med Eugéne Scribe, orden till Den stumma från Portici (musik av Auber) och Robert av Normandie (musik av Meyerbeer) med flera verk.